# Salonsaari (ö i Mellersta Finland, Jämsä)
Salonsaari eller Hiukkolansaari är en ö i Finland. Den ligger i sjön Lummenne och i kommunen Kuhmois i landskapet Mellersta Finland, i den södra delen av landet, 150 km norr om huvudstaden Helsingfors. Öns area är 5,21 kvadratkilometer och dess största längd är 4,7 kilometer i sydöst-nordvästlig riktning.